# کبک تبتی
کبک تبتی (نام علمی: Perdix hodgsoniae) نام یک گونه از سرده کبک‌های شکم‌نعلی است که در فلات تبت (تبت، شمال پاکستان از کشمیر تا شمال غربی هند، بخش‌های شمالی نپال، سیکیم و پادشاهی بوتان، و غرب جمهوری خلق چین) یافت می‌شود. این پرنده دانه‌خوار است اما جوجه‌ها از حشرات نیز برای دریافت پروتئین تغذیه می‌کنند.